# Йильдун
Йильдун (δ UMi) — шестая по светимости звезда в созвездии Малой Медведицы.

## Описание
Звезда Йильдун является звездой главной последовательности спектрального класса А1Vn (Яркий карлик) в видимом белом цвете. Имеет температуру около 9900 К ±100, поэтому некоторые источники классифицируют звезду как А0Vn. Но 100 процентного доказательства на данный момент нет. Является быстро вращающейся звездой со скоростью около 154 км/с, на что указывают размытые линии поглощения в спектре. Вероятней всего звезда сплюснута у полюсов, что делает эту звезду похожей более на овал, чем на сферу. Возраст звезды сравнительно молодой, около 170 ± 50 миллионов лет, со светимостью около 48 солнечных, с массой 2,35M☉ и радиусом в 2,8R☉, расстояние от Земли 172 св. года с видимой звёздной величиной 4.347.

## Наименование звезды
Из национального управление по аэронавтике и исследованию космического пространства технического меморандума 33-507 сокращённого звёздного каталога названий звёзд Джека У. Роудса из Калифорнийского технологического института Пасадена, Калифорния от 15 ноября 1971 года именуется как Йильдун, что в переводе с турецкого значит «звезда». Также Международным астрономическим союзом (МАС) организована рабочая группа по названиям звёзд для каталогизации и стандартизации имён собственных для звёзд, одобрившая название Yildun 21 августа 2016 года.

## Будущее звезды
Звезда будет существовать на главной последовательности ещё примерно 700 миллионов лет, после чего превратится в красный гигант, в конце жизненного цикла сбросит оболочку, оставив после себя белый карлик. Ввиду того, что Йильдун двигается в сторону Солнца, его видимый блеск будет возрастать, а видимая звёздная величина — уменьшаться.